# Cratere Alima
Alima  è un cratere sulla superficie di Venere.